# ATP-toernooi van Bazel
Het ATP-toernooi van Bazel is een jaarlijks terugkerend tennistoernooi voor mannen dat wordt georganiseerd in het Zwitserse Bazel. De officiële naam van het toernooi is de Davidoff Swiss Indoors Basel . Het toernooi valt sinds 2009 in de categorie "ATP World Tour 500".
De eerste editie van het toernooi vond plaats in 1970. De ondergrond is sinds 2007 hardcourt, daarvoor werd op tapijt gespeeld.
Tot en met 2006 werd de finale gespeeld over best of five sets. In 2007 werd dit door de ATP niet meer toegestaan en is Bazel overgaan op finales over best of three sets. Het toernooi van Basel was van 2003 tot 2006 het enige "ATP International Series" toernooi waarin de finale nog werd beslecht over best of five sets.

## Finales

### Enkelspel
| Datum                 | Naam                             | Categorie    | ($/€)       | Ondergrond        | Winnaar                                | Verliezend finalist                    | Uitslag                                |                                        |
| --------------------- | -------------------------------- | ------------ | ----------- | ----------------- | -------------------------------------- | -------------------------------------- | -------------------------------------- | -------------------------------------- |
| ↓ Invitatietoernooi ↓ |                                  |              |             |                   |                                        |                                        |                                        |                                        |
| 1970                  | Swiss Indoors Championships      |              |             | Tapijt, indoor    | Klaus Berger                           | Ernst Schori                           | 6-3, 6-1                               |                                        |
| 1971                  | Swiss Indoors Championships      |              |             | Tapijt, indoor    | Jiri Zahradnicek                       | Petr Kanderal                          | 6-4, 5-7, 6-3                          |                                        |
| 1972                  | Swiss Indoors Championships      |              |             | Tapijt, indoor    | Michel Burgener                        | Petr Kanderal                          | 7-5, 4-6, 6-0                          |                                        |
| 1973                  | Swiss Indoors Championships      |              |             | Tapijt, indoor    | Jean-Claude Barclay                    | Leonardo Manta                         | 6-3, 7-5                               |                                        |
| 1974                  | Swiss Indoors Championships      |              |             | Tapijt, binnen    | Roger Taylor                           | Petr Kanderal                          | 6-4, 6-2                               |                                        |
| ↓ ATP-toernooi ↓      |                                  |              |             |                   |                                        |                                        |                                        |                                        |
| 10-02-1975            | Swiss Indoors Championships      |              | $ 25.000    | Tapijt, indoor    | Jiri Hrebec                            | Ilie Năstase                           | 6-1, 7-6, 2-6, 6-4                     |                                        |
| 01-03-1976            | Swiss Indoors Championships      |              | $ 30.000    | Tapijt, indoor    | Jan Kodeš                              | Jiri Hrebec                            | 6-4, 6-2, 6-3                          |                                        |
| 24-10-1977            | Swiss Indoors Championships      |              | $ 30.000    | Tapijt, indoor    | Björn Borg                             | John Lloyd                             | 6-4, 6-2, 6-3                          |                                        |
| 23-10-1978            | Swiss Indoors Championships      |              | $ 75.000    | Tapijt, indoor    | Guillermo Vilas                        | John McEnroe                           | 6-3, 5-7, 7-5, 6-4                     |                                        |
| 15-10-1979            | Swiss Indoors Championships      |              | $ 75.000    | Tapijt, indoor    | Brian Gottfried                        | Johan Kriek                            | 7-5, 6-1, 4-6, 6-3                     |                                        |
| 13-10-1980            | Swiss Indoors Championships      |              | $ 75.000    | Tapijt, indoor    | Ivan Lendl (1)                         | Björn Borg                             | 6-3, 6-2, 5-7, 0-6, 6-4                |                                        |
| 12-10-1981            | Swiss Indoors Championships      |              | $ 75.000    | Tapijt, indoor    | Ivan Lendl (2)                         | José Luis Clerc                        | 6-2, 6-3, 6-0                          |                                        |
| 11-10-1982            | Swiss Indoors Championships      |              | $ 100.000   | Tapijt, indoor    | Yannick Noah (1)                       | Mats Wilander                          | 6-4, 6-2, 6-3                          |                                        |
| 10-10-1983            | Swiss Indoors Championships      |              | $ 100.000   | Tapijt, indoor    | Vitas Gerulaitis                       | Wojtek Fibak                           | 4-6, 6-1, 7-5, 5-5 opg.                |                                        |
| 08-10-1984            | Swiss Indoors Championships      |              | $ 125.000   | Tapijt, indoor    | Joakim Nyström                         | Tim Wilkison                           | 6-3, 3-6, 6-4, 6-2                     |                                        |
| 14-10-1985            | Swiss Indoors Championships      |              | $ 150.000   | Tapijt, indoor    | Stefan Edberg (1)                      | Yannick Noah                           | 6-7, 6-4, 7-6, 6-1                     |                                        |
| 13-10-1986            | Ebel Swiss Indoors Championships |              | $ 175.000   | Tapijt, indoor    | Stefan Edberg (2)                      | Yannick Noah                           | 7-6, 6-2, 6-7, 7-6                     |                                        |
| 05-10-1987            | Swiss Indoors                    |              | $ 200.000   | Tapijt, indoor    | Yannick Noah (2)                       | Ronald Agenor                          | 7-6, 6-4, 6-4                          |                                        |
| 03-10-1988            | Ebel Swiss Indoors               |              | $ 240.000   | Tapijt, indoor    | Stefan Edberg (3)                      | Jakob Hlasek                           | 7-5, 6-3, 3-6, 6-2                     |                                        |
| 02-10-1989            | Ebel Swiss Indoors               |              | $ 361.000   | Tapijt, indoor    | Jim Courier (1)                        | Stefan Edberg                          | 7-6, 3-6, 2-6, 6-0, 7-5                |                                        |
| 24-09-1990            | Swiss Indoors                    | World Series | $ 450.000   | Tapijt, indoor    | John McEnroe                           | Goran Ivanišević                       | 6-7, 4-6, 7-6, 6-3, 6-4                | Details                                |
| 23-09-1991            | Swiss Indoors                    | World Series | $ 675.000   | Tapijt, indoor    | Jakob Hlasek                           | John McEnroe                           | 7-6(4), 6-0, 6-3                       | Details                                |
| 28-09-1992            | Swiss Indoors                    | World Series | $ 700.000   | Tapijt, indoor    | Boris Becker                           | Petr Korda                             | 3-6, 6-3, 6-2, 6-4                     | Details                                |
| 27-09-1993            | Swiss Indoors                    | World Series | $ 775.000   | Tapijt, indoor    | Michael Stich                          | Stefan Edberg                          | 6-4, 6-7(5), 6-3, 6-2                  | Details                                |
| 26-09-1994            | Davidoff Swiss Indoors Basel     | World Series | $ 775.000   | Tapijt, indoor    | Wayne Ferreira                         | Patrick McEnroe                        | 4-6, 6-2, 7-6(7), 6-3                  | Details                                |
| 25-09-1995            | Davidoff Swiss Indoors Basel     | World Series | $ 975.000   | Tapijt, indoor    | Jim Courier (2)                        | Jan Siemerink                          | 6-7(2), 7-6(5), 5-7, 6-2, 7-5          | Details                                |
| 23-09-1996            | Davidoff Swiss Indoors Basel     | World Series | $ 975.000   | Tapijt, indoor    | Pete Sampras                           | Hendrik Dreekmann                      | 7-5, 6-2, 6-0                          | Details                                |
| 29-09-1997            | Davidoff Swiss Indoors Basel     | World Series | $ 975.000   | Tapijt, indoor    | Greg Rusedski                          | Mark Philippoussis                     | 6-3, 7-6(6), 7-6(3)                    | Details                                |
| 05-10-1998            | Davidoff Swiss Indoors Basel     | Int. Series  | $ 975.000   | Tapijt, indoor    | Tim Henman (1)                         | Andre Agassi                           | 6-4, 6-3, 3-6, 6-4                     | Details                                |
| 04-10-1999            | Davidoff Swiss Indoors Basel     | Int. Series  | $ 975.000   | Tapijt, indoor    | Karol Kučera                           | Tim Henman                             | 6-4, 7-6(10), 4-6, 4-6, 7-6(2)         | Details                                |
| 23-10-2000            | Davidoff Swiss Indoors Basel     | Int. Series  | $ 975.000   | Tapijt, indoor    | Thomas Enqvist                         | Roger Federer                          | 6-2, 4-6, 7-6(4), 1-6, 6-1             | Details                                |
| 22-10-2001            | Davidoff Swiss Indoors Basel     | Int. Series  | $ 975.000   | Tapijt, indoor    | Tim Henman (2)                         | Roger Federer                          | 6-3, 6-4, 6-2                          | Details                                |
| 21-10-2002            | Davidoff Swiss Indoors Basel     | Int. Series  | $ 975.000   | Tapijt, indoor    | David Nalbandian                       | Fernando González                      | 6-4, 6-3, 6-2                          | Details                                |
| 20-10-2003            | Davidoff Swiss Indoors Basel     | Int. Series  | $ 975.000   | Tapijt, indoor    | Guillermo Coria                        | David Nalbandian                       | Walk-over                              | Details                                |
| 25-10-2004            | Davidoff Swiss Indoors Basel     | Int. Series  | $ 975.000   | Tapijt, indoor    | Jiří Novák                             | David Nalbandian                       | 5-7, 6-3, 6-4, 1-6, 6-2                | Details                                |
| 24-10-2005            | Davidoff Swiss Indoors Basel     | Int. Series  | $ 975.000   | Tapijt, indoor    | Fernando González                      | Marcos Baghdatis                       | 6-7(8), 6-3, 7-5, 6-4                  | Details                                |
| 23-10-2006            | Davidoff Swiss Indoors Basel     | Int. Series  | $ 975.000   | Tapijt, indoor    | Roger Federer (1)                      | Fernando González                      | 6-3, 6-2, 7-6(3)                       | Details                                |
| 22-10-2007            | Davidoff Swiss Indoors Basel     | Int. Series  | $ 975.000   | Hardcourt, indoor | Roger Federer (2)                      | Jarkko Nieminen                        | 6-3, 6-4                               | Details                                |
| 20-10-2008            | Davidoff Swiss Indoors Basel     | Int. Series  | € 870.000   | Hardcourt, indoor | Roger Federer (3)                      | David Nalbandian                       | 6-3, 6-4                               | Details                                |
| 02-11-2009            | Davidoff Swiss Indoors Basel     | ATP 500      | € 1.225.000 | Hardcourt, indoor | Novak Đoković                          | Roger Federer                          | 6-4, 4-6, 6-2                          | Details                                |
| 01-11-2010            | Swiss Indoors Basel              | ATP 500      | € 1.225.000 | Hardcourt, indoor | Roger Federer (4)                      | Novak Đoković                          | 6-4, 3-6, 6-1                          | Details                                |
| 31-10-2011            | Swiss Indoors Basel              | ATP 500      | € 1.308.100 | Hardcourt, indoor | Roger Federer (5)                      | Kei Nishikori                          | 6-3, 6-1                               | Details                                |
| 22-10-2012            | Swiss Indoors Basel              | ATP 500      | € 1.404.300 | Hardcourt, indoor | Juan Martín del Potro (1)              | Roger Federer                          | 6-4, 6-7(5), 7-6(3)                    | Details                                |
| 21-10-2013            | Swiss Indoors Basel              | ATP 500      | € 1.445.835 | Hardcourt, indoor | Juan Martín del Potro (2)              | Roger Federer                          | 7-6(3), 2-6, 6-4                       | Details                                |
| 20-10-2014            | Swiss Indoors Basel              | ATP 500      | € 1.458.610 | Hardcourt, indoor | Roger Federer (6)                      | David Goffin                           | 6-2, 6-2                               | Details                                |
| 26-10-2015            | Swiss Indoors Basel              | ATP 500      | € 1.575.295 | Hardcourt, indoor | Roger Federer (7)                      | Rafael Nadal                           | 6-3, 5-7, 6-3                          | Details                                |
| 24-10-2016            | Swiss Indoors Basel              | ATP 500      | € 1.701.320 | Hardcourt, indoor | Marin Čilić                            | Kei Nishikori                          | 6-1, 7-6(5)                            | Details                                |
| 29-10-2017            | Swiss Indoors Basel              | ATP 500      | € 1.837.425 | Hardcourt, indoor | Roger Federer (8)                      | Juan Martín del Potro                  | 6-7(5), 6-4, 6-3                       | Details                                |
| 28-10-2018            | Swiss Indoors Basel              | ATP 500      | € 1.984.420 | Hardcourt, indoor | Roger Federer (9)                      | Marius Copil                           | 7-6(5), 6-4                            | Details                                |
| 27-10-2019            | Swiss Indoors Basel              | ATP 500      | € 2.082.655 | Hardcourt, indoor | Roger Federer (10)                     | Alex de Minaur                         | 6-2, 6-2                               | Details                                |
| 01-11-2020            | Swiss Indoors Basel              | ATP 500      |             | Hardcourt, indoor | Geen toernooi wegens de coronapandemie | Geen toernooi wegens de coronapandemie | Geen toernooi wegens de coronapandemie | Geen toernooi wegens de coronapandemie |
| 25-10-2021            | Swiss Indoors Basel              | ATP 500      |             | Hardcourt, indoor | Geen toernooi wegens de coronapandemie | Geen toernooi wegens de coronapandemie | Geen toernooi wegens de coronapandemie | Geen toernooi wegens de coronapandemie |
| 30-10-2022            | Swiss Indoors Basel              | ATP 500      | € 2.135.350 | Hardcourt, indoor | Félix Auger-Aliassime (1)              | Holger Rune                            | 6-3, 7-5                               | Details                                |
| 29-10-2023            | Swiss Indoors Basel              | ATP 500      | € 2.196.000 | Hardcourt, indoor | Félix Auger-Aliassime (2)              | Hubert Hurkacz                         | 7-6(3), 7-6(5)                         | Details                                |
| 27-10-2024            | Swiss Indoors Basel              | ATP 500      | € 2.385.000 | Hardcourt, indoor | Giovanni Mpetshi Perricard             | Ben Shelton                            | 6-4, 7-6(4)                            | Details                                |

### Dubbelspel
| Datum      | Naam                             | Categorie    | ($/€)       | Ondergrond        | Winnaars                                 | Verliezend finalisten                  | Uitslag                                |                                        |
| ---------- | -------------------------------- | ------------ | ----------- | ----------------- | ---------------------------------------- | -------------------------------------- | -------------------------------------- | -------------------------------------- |
| 01-03-1976 | Swiss Indoors Championships      |              | $ 30.000    | Tapijt, indoor    | Frew McMillan (1) Tom Okker              | Jiri Hrebec Jan Kodeš                  | 6-4, 7-6, 6-4                          |                                        |
| 24-10-1977 | Swiss Indoors Championships      |              | $ 30.000    | Tapijt, indoor    | Mark Cox Buster Mottram                  | John Feaver John James                 | 7-5, 6-4, 6-3                          |                                        |
| 23-10-1978 | Swiss Indoors Championships      |              | $ 75.000    | Tapijt, indoor    | Wojtek Fibak John McEnroe                | Bruce Manson Andrew Pattison           | 7-6, 7-5                               |                                        |
| 15-10-1979 | Swiss Indoors Championships      |              | $ 75.000    | Tapijt, indoor    | Bob Hewitt Frew McMillan (2)             | Brian Gottfried Raúl Ramírez           | 6-3, 6-4                               |                                        |
| 13-10-1980 | Swiss Indoors Championships      |              | $ 75.000    | Tapijt, indoor    | Kevin Curren Steve Denton                | Bob Hewitt Frew McMillan               | 6-7, 6-4, 6-4                          |                                        |
| 12-10-1981 | Swiss Indoors Championships      |              | $ 75.000    | Tapijt, indoor    | José Luis Clerc Ilie Năstase             | Markus Gunthardt Pavel Složil          | 7-6, 6-7, 7-6                          |                                        |
| 11-10-1982 | Swiss Indoors Championships      |              | $ 100.000   | Tapijt, indoor    | Henri Leconte Yannick Noah (1)           | Fritz Buehning Pavel Složil            | 6-2, 6-2                               |                                        |
| 10-10-1983 | Swiss Indoors Championships      |              | $ 100.000   | Tapijt, indoor    | Pavel Složil (1) Tomáš Šmíd (1)          | Stefan Edberg Florin Segărceanu        | 6-1, 3-6, 7-6                          |                                        |
| 08-10-1984 | Swiss Indoors Championships      |              | $ 125.000   | Tapijt, indoor    | Pavel Složil (2) Tomáš Šmíd (2)          | Stefan Edberg Tim Wilkison             | 7-6, 6-2                               |                                        |
| 14-10-1985 | Swiss Indoors Championships      |              | $ 150.000   | Tapijt, indoor    | Tim Gullikson Tom Gullikson              | Mark Dickson Tim Wilkison              | 4-6, 6-4, 6-4                          |                                        |
| 13-10-1986 | Ebel Swiss Indoors Championships |              | $ 175.000   | Tapijt, indoor    | Guy Forget Yannick Noah (2)              | Jan Gunnarsson Tomáš Šmíd              | 7-6, 6-4                               |                                        |
| 05-10-1987 | Swiss Indoors                    |              | $ 200.000   | Tapijt, indoor    | Anders Järryd Tomáš Šmíd (3)             | Stanislav Birner Jaroslav Navrátil     | 6-4, 6-3                               |                                        |
| 03-10-1988 | Ebel Swiss Indoors               |              | $ 240.000   | Tapijt, indoor    | Jakob Hlasek (1) Tomáš Šmíd (4)          | Jeremy Bates Peter Lundgren            | 6-3, 6-1                               |                                        |
| 02-10-1989 | Ebel Swiss Indoors               |              | $ 361.000   | Tapijt, indoor    | Udo Riglewski Michael Stich              | Omar Camporese Claudio Mezzadri        | 6-3, 4-6, 6-0                          |                                        |
| 24-09-1990 | Swiss Indoors                    | World Series | $ 450.000   | Tapijt, indoor    | Stefan Kruger Christo Van Rensburg       | Neil Broad Gary Muller                 | 4-6, 7-6, 6-3                          | Details                                |
| 23-09-1991 | Swiss Indoors                    | World Series | $ 675.000   | Tapijt, indoor    | Jakob Hlasek (2) Patrick McEnroe (1)     | Petr Korda John McEnroe                | 3-6, 7-6, 7-6                          | Details                                |
| 28-09-1992 | Swiss Indoors                    | World Series | $ 700.000   | Tapijt, indoor    | Tom Nijssen Cyril Suk (1)                | Karel Nováček David Rikl               | 6-3, 6-4                               | Details                                |
| 27-09-1993 | Swiss Indoors                    | World Series | $ 775.000   | Tapijt, indoor    | Byron Black Jonathan Stark               | Brad Pearce Dave Randall               | 3-6, 7-5, 6-3                          | Details                                |
| 26-09-1994 | Davidoff Swiss Indoors Basel     | World Series | $ 775.000   | Tapijt, indoor    | Patrick McEnroe (2) Jared Palmer         | Lan Bale John-Laffnie de Jager         | 6-3, 7-6                               | Details                                |
| 25-09-1995 | Davidoff Swiss Indoors Basel     | World Series | $ 975.000   | Tapijt, indoor    | Cyril Suk (2) Daniel Vacek               | Mark Keil Peter Nyborg                 | 3-6, 6-3, 6-3                          | Details                                |
| 23-09-1996 | Davidoff Swiss Indoors Basel     | World Series | $ 975.000   | Tapijt, indoor    | Jevgeni Kafelnikov Cyril Suk (3)         | David Adams Menno Oosting              | 6-3, 6-4                               | Details                                |
| 29-09-1997 | Davidoff Swiss Indoors Basel     | World Series | $ 975.000   | Tapijt, indoor    | Tim Henman Marc Rosset                   | Karsten Braasch Jim Grabb              | 7-6, 6-7, 7-6                          | Details                                |
| 05-10-1998 | Davidoff Swiss Indoors Basel     | Int. Series  | $ 975.000   | Tapijt, indoor    | Olivier Delaître Fabrice Santoro         | Piet Norval Kevin Ullyett              | 6-3, 7-6                               | Details                                |
| 04-10-1999 | Davidoff Swiss Indoors Basel     | Int. Series  | $ 975.000   | Tapijt, indoor    | Brent Haygarth Aleksandar Kitinov        | Jiří Novák David Rikl                  | 0-6, 6-4, 7-5                          | Details                                |
| 23-10-2000 | Davidoff Swiss Indoors Basel     | Int. Series  | $ 975.000   | Tapijt, indoor    | Donald Johnson Piet Norval               | Roger Federer Dominik Hrbatý           | 7-6(9), 4-6, 7-6(4)                    | Details                                |
| 22-10-2001 | Davidoff Swiss Indoors Basel     | Int. Series  | $ 975.000   | Tapijt, indoor    | Ellis Ferreira Rick Leach                | Mahesh Bhupathi Leander Paes           | 7-6(3), 6-4                            | Details                                |
| 21-10-2002 | Davidoff Swiss Indoors Basel     | Int. Series  | $ 975.000   | Tapijt, indoor    | Bob Bryan (1) Mike Bryan (1)             | Mark Knowles Daniel Nestor             | 7-6(1), 7-5                            | Details                                |
| 20-10-2003 | Davidoff Swiss Indoors Basel     | Int. Series  | $ 975.000   | Tapijt, indoor    | Mark Knowles (1) Daniel Nestor (1)       | Lucas Arnold Ker Mariano Hood          | 6-4, 6-2                               | Details                                |
| 25-10-2004 | Davidoff Swiss Indoors Basel     | Int. Series  | $ 975.000   | Tapijt, indoor    | Bob Bryan (2) Mike Bryan (2)             | Lucas Arnold Ker Mariano Hood          | 7-6(9), 6-2                            | Details                                |
| 24-10-2005 | Davidoff Swiss Indoors Basel     | Int. Series  | $ 975.000   | Tapijt, indoor    | Agustín Calleri Fernando González        | Stephen Huss Wesley Moodie             | 7-5, 7-5                               | Details                                |
| 23-10-2006 | Davidoff Swiss Indoors Basel     | Int. Series  | $ 975.000   | Tapijt, indoor    | Mark Knowles (2) Daniel Nestor (2)       | Mariusz Fyrstenberg Marcin Matkowski   | 4-6, 6-4, [10-8]                       | Details                                |
| 22-10-2007 | Davidoff Swiss Indoors Basel     | Int. Series  | $ 975.000   | Hardcourt, indoor | Bob Bryan (3) Mike Bryan (3)             | James Blake Mark Knowles               | 6-1, 6-1                               | Details                                |
| 20-10-2008 | Davidoff Swiss Indoors Basel     | Int. Series  | € 870.000   | Hardcourt, indoor | Mahesh Bhupathi Mark Knowles (3)         | Christopher Kas Philipp Kohlschreiber  | 6-3, 6-3                               | Details                                |
| 02-11-2009 | Davidoff Swiss Indoors Basel     | ATP 500      | € 1.225.000 | Hardcourt, indoor | Daniel Nestor (3) Nenad Zimonjić (1)     | Bob Bryan Mike Bryan                   | 6-3, 6-2                               | Details                                |
| 01-11-2010 | Swiss Indoors Basel              | ATP 500      | € 1.225.000 | Hardcourt, indoor | Bob Bryan (4) Mike Bryan (4)             | Daniel Nestor Nenad Zimonjić           | 6-3, 3-6 [10-3]                        | Details                                |
| 31-10-2011 | Swiss Indoors Basel              | ATP 500      | € 1.308.100 | Hardcourt, indoor | Michaël Llodra Nenad Zimonjić (2)        | Maks Mirni Daniel Nestor               | 6-4, 7-5                               | Details                                |
| 22-10-2012 | Swiss Indoors Basel              | ATP 500      | € 1.404.300 | Hardcourt, indoor | Daniel Nestor (4) Nenad Zimonjić (3)     | Treat Conrad Huey Dominic Inglot       | 7-5, 6-7(4), [10-5]                    | Details                                |
| 21-10-2013 | Swiss Indoors Basel              | ATP 500      | € 1.445.835 | Hardcourt, indoor | Treat Huey Dominic Inglot (1)            | Julian Knowle Oliver Marach            | 6-3, 3-6, [10-4]                       | Details                                |
| 20-10-2014 | Swiss Indoors Basel              | ATP 500      | € 1.458.610 | Hardcourt, indoor | Vasek Pospisil Nenad Zimonjić (4)        | Marin Draganja Henri Kontinen          | 7-6(13), 1-6, [10-5]                   | Details                                |
| 26-10-2015 | Swiss Indoors Basel              | ATP 500      | € 1.575.295 | Hardcourt, indoor | Alexander Peya Bruno Soares              | Jamie Murray John Peers                | 7-5, 7-5                               | Details                                |
| 24-10-2016 | Swiss Indoors Basel              | ATP 500      | € 1.701.320 | Hardcourt, indoor | Marcel Granollers (1) Jack Sock          | Robert Lindstedt Michael Venus         | 6-3, 6-4                               | Details                                |
| 29-10-2017 | Swiss Indoors Basel              | ATP 500      | € 1.837.425 | Hardcourt, indoor | Ivan Dodig (1) Marcel Granollers (2)     | Fabrice Martin Édouard Roger-Vasselin  | 7-5, 7-6(6)                            | Details                                |
| 28-10-2018 | Swiss Indoors Basel              | ATP 500      | € 1.984.420 | Hardcourt, indoor | Dominic Inglot (2) Franko Škugor         | Alexander Zverev Mischa Zverev         | 6-2, 7-5                               | Details                                |
| 27-10-2019 | Swiss Indoors Basel              | ATP 500      | € 2.082.655 | Hardcourt, indoor | Jean-Julien Rojer Horia Tecău            | Taylor Fritz Reilly Opelka             | 7-5, 6-3                               | Details                                |
| 01-11-2020 | Swiss Indoors Basel              | ATP 500      |             | Hardcourt, indoor | Geen toernooi wegens de coronapandemie   | Geen toernooi wegens de coronapandemie | Geen toernooi wegens de coronapandemie | Geen toernooi wegens de coronapandemie |
| 25-10-2021 | Swiss Indoors Basel              | ATP 500      |             | Hardcourt, indoor | Geen toernooi wegens de coronapandemie   | Geen toernooi wegens de coronapandemie | Geen toernooi wegens de coronapandemie | Geen toernooi wegens de coronapandemie |
| 30-10-2022 | Swiss Indoors Basel              | ATP 500      | € 2.135.350 | Hardcourt, indoor | Ivan Dodig (2) Austin Krajicek           | Nicolas Mahut Édouard Roger-Vasselin   | 6–4, 7–6(5)                            | Details                                |
| 29-10-2023 | Swiss Indoors Basel              | ATP 500      | € 2.196.000 | Hardcourt, indoor | Santiago González Édouard Roger-Vasselin | Hugo Nys Jan Zieliński                 | 6–7(8), 7–6(7), [10–1]                 | Details                                |
| 29-10-2023 | Swiss Indoors Basel              | ATP 500      | € 2.196.000 | Hardcourt, indoor | Santiago González Édouard Roger-Vasselin | Hugo Nys Jan Zieliński                 | 6–7(8), 7–6(7), [10–1]                 | Details                                |

| Legenda ATP-categorieën     | Legenda ATP-categorieën     | Legenda ATP-categorieën       | Legenda ATP-categorieën      | Legenda ATP-categorieën | Legenda ATP-categorieën | Legenda ATP-categorieën | Legenda ATP-categorieën | Legenda ATP-categorieën | Legenda ATP-categorieën | Legenda ATP-categorieën | Legenda ATP-categorieën |
| Heden-2017                  | 2016-2009                   | 2008-1998                     | 1997-1990                    | 1989-1978               | 1977                    | 1976                    | 1975                    | 1974                    | 1973-1972               | 1971                    | 1970                    |
| --------------------------- | --------------------------- | ----------------------------- | ---------------------------- | ----------------------- | ----------------------- | ----------------------- | ----------------------- | ----------------------- | ----------------------- | ----------------------- | ----------------------- |
| Grand Slams                 | Grand Slams                 | Grand Slams                   | Grand Slams                  | Grand Slams             | Grand Slams             | Grand Slams             | Group Triple Crown      | Group Triple Crown      | Group AA                | Group A                 | Group A                 |
| ATP Finals                  | ATP World Tour Finals       | Tennis Masters Cup            | ATP Tour World Championships | Grand Prix Masters      | Grand Prix Masters      | Grand Prix Masters      | Grand Prix Masters      | Grand Prix Masters      | Grand Prix Masters      | Grand Prix Masters      | Grand Prix Masters      |
| ATP World Tour Masters 1000 | ATP World Tour Masters 1000 | ATP Masters Series            | ATP Super 9                  | Super Series            | Six Star                | Five Star               | Group A                 | Group A                 | Group A                 | Group B                 | Group 1                 |
| ATP World Tour 500          | ATP World Tour 500          | ATP International Series Gold | ATP Championship Series      | Regular Series          | Five Star               | Four Star               | Group B                 | Group B                 | Group B                 | Group C                 | Group 2                 |
| ATP World Tour 250          | ATP World Tour 250          | ATP International Series      | ATP World Series             | Regular Series          | Four Star               | Three Star              | Group B                 | Group C                 | Group C                 | Group D                 |                         |
| ATP World Tour 250          | ATP World Tour 250          | ATP International Series      | ATP World Series             | Regular Series          | Three Star              | Two Star                |                         |                         |                         |                         |                         |
| ATP World Tour 250          | ATP World Tour 250          | ATP International Series      | ATP World Series             | Regular Series          | Two Star                | One Star                |                         |                         |                         |                         |                         |
| ATP World Tour 250          | ATP World Tour 250          | ATP International Series      | ATP World Series             | Regular Series          | One Star                |                         |                         |                         |                         |                         |                         |
| ATP Challenger Tour         | ATP Challenger Series       | ATP Challenger Series         | ATP Challenger Series        |                         |                         |                         |                         |                         |                         |                         |                         |
| Toernooien voor teams       |                             |                               |                              |                         |                         |                         |                         |                         |                         |                         |                         |

## Statistieken

### Meeste enkelspeltitels
| Aantal titels | Speler                | Jaren                                                      |
| ------------- | --------------------- | ---------------------------------------------------------- |
| 10            | Roger Federer         | 2006, 2007, 2008, 2010, 2011, 2014, 2015, 2017, 2018, 2019 |
| 3             | Stefan Edberg         | 1985, 1986, 1988                                           |
| 2             | Ivan Lendl            | 1979, 1980                                                 |
| 2             | Yannick Noah          | 1982, 1987                                                 |
| 2             | Jim Courier           | 1989, 1995                                                 |
| 2             | Tim Henman            | 1998, 2001                                                 |
| 2             | Félix Auger-Aliassime | 2022, 2023                                                 |

(Bijgewerkt t/m 2024)

### Meeste enkelspeltitels per land
| Aantal titels | Land                |
| ------------- | ------------------- |
| 11            | Zwitserland         |
| 6             | Verenigde Staten    |
| 6             | Zweden              |
| 5             | Argentinië          |
| 4             | Tsjecho-Slowakije   |
| 3             | Frankrijk           |
| 3             | Verenigd Koninkrijk |
| 2             | Canada              |
| 2             | Duitsland           |

(Bijgewerkt t/m 2024)

### Enkel- en dubbelspeltitel in hetzelfde jaar
| Tennisser         | Jaar |
| ----------------- | ---- |
| Yannick Noah      | 1985 |
| Jakob Hlasek      | 1991 |
| Fernando González | 2005 |